# Collinsonia japonica
Collinsonia japonica là một loài thực vật có hoa trong họ Hoa môi. Loài này được (Miq.) Harley mô tả khoa học đầu tiên năm 2003.